# Patim
Patim es una villa caboverdiana del municipio de São Filipe.

## Geografía
La villa está situada en la isla de Fogo.

## Organización territorial
La villa abarca el lugar de:
- Patim